# Heinz Liebscher (Philosoph)
Heinz Liebscher (* 12. April 1931 in Dresden; † 5. Juni 2022 in Berlin)  war ein deutscher marxistischer Philosoph.

## Leben und Wirken
Liebscher belegte ein Studium der Philosophie in Rostock, Dresden und Berlin. Er war von 1962 bis 1987 wissenschaftlicher Mitarbeiter am Institut für Philosophie der Akademie der Wissenschaften zu Berlin, wissenschaftlicher Sekretär der Kybernetik-Kommission der Akademie der Wissenschaften zu Berlin, wissenschaftlicher Referent der Sektion für Kybernetik der Akademie der Wissenschaften zu Berlin sowie Leiter der Arbeitsgruppe Philosophische Probleme der Mathematik und Kybernetik im Bereich Philosophische Fragen der Wissenschaftsentwicklung der Akademie der Wissenschaften zu Berlin. Von 1987 bis 1991 war er Professor für Dialektischen Materialismus an der Humboldt-Universität Berlin. 1992 wurde er emeritiert.

## Arbeitsgebiete
- Kybernetik und allgemeine Methodologie der Wissenschaften
- Struktur der Kybernetik als Wissenschaft
- Geschichte der Kybernetik
- Informations- und Kommunikationstheorie, künstliche Intelligenz
- Spieltheorie

## Schriften
- mit Georg Klaus: Was ist, was soll Kybernetik? 1966. 9. Auflage 1974.
- Kybernetik und Leitungstätigkeit. Berlin 1966.
- Erkenntnis- und wissenschaftstheoretische Probleme der Bildung wissenschaftlicher Systembegriffe. Dissertation. 1969.
- mit Georg Klaus: Systeme – Informationen – Strategien. 1974.
- Lust zum Denken, Freude am Streit. Zum ersten Todestag von Georg Klaus am 29. Juli 1975. In: Sonntag. 29, 1975, S. 8.
- Georg Klaus: Beiträge zu philosophischen Problemen der Einzelwissenschaften. Hrsg. Heinz Liebscher. 1978.
- Dialektik der kybernetischen Erkenntnis. In: H. Hörz, U. Röseberg (Hrsg.): Materialistische Dialektik in der physikalischen und biologischen Erkenntnis. Berlin 1981, S. 382–396.
- Dialektik und Kybernetik. Studien zu kybernetischen Begriffs- und Theoriebildungen. Habilitationsschrift. Berlin 1981.
- Georg Klaus zu philosophischen Problemen von Mathematik und Kybernetik. Deutscher Verlag der Wissenschaften, Berlin 1982
- Georg Klaus – Leben und Leistung. Gespräch mit Dr. Heinz Liebscher. Rundfunksendung Radio DDR II am 23. Dezember 1982, Sendereihe „Studio 80“.
- Ein Unbequemer, der Neues schuf. In: Spectrum. 14, Nr. 1. Berlin 1983, S. 28–29.
- Philosophie und andere Wissenschaften aus der Sicht von Georg Klaus. In: Aus dem philosophischen Leben der DDR. Informationsbulletin. 21, 8/1. Berlin 1985, S. 31–35.
- Geist aus der Maschine? Philosophische Überlegungen zur künstlichen Intelligenz. Berlin 1989.
- Fremd- oder Selbstregulation? Systemisches Denken in der DDR zwischen Wissenschaft und Ideologie. LIT, Münster 1995.
- Georg Klaus – ein unbequemer Marxist. In: V. Gerhardt, H.-C. Rauh. (Hrsg.): Anfänge der DDR-Philosophie. Ansprüche, Ohnmacht, Scheitern. Ch. Links, Berlin 2001, S. 406–419.
- Systemtheorie und Kybernetik in der philosophischen Sicht von Georg Klaus. In: Hans-Christoph Rauh, Peter Ruben (Hrsg.): Denkversuche. DDR-Philosophie in den sechziger Jahren. Ch. Links, Berlin 2005, S. 157–175.
- Soziale Visionen. Ideen von gestern und heute für morgen? Berlin 2012.